# Guerre uruguayenne

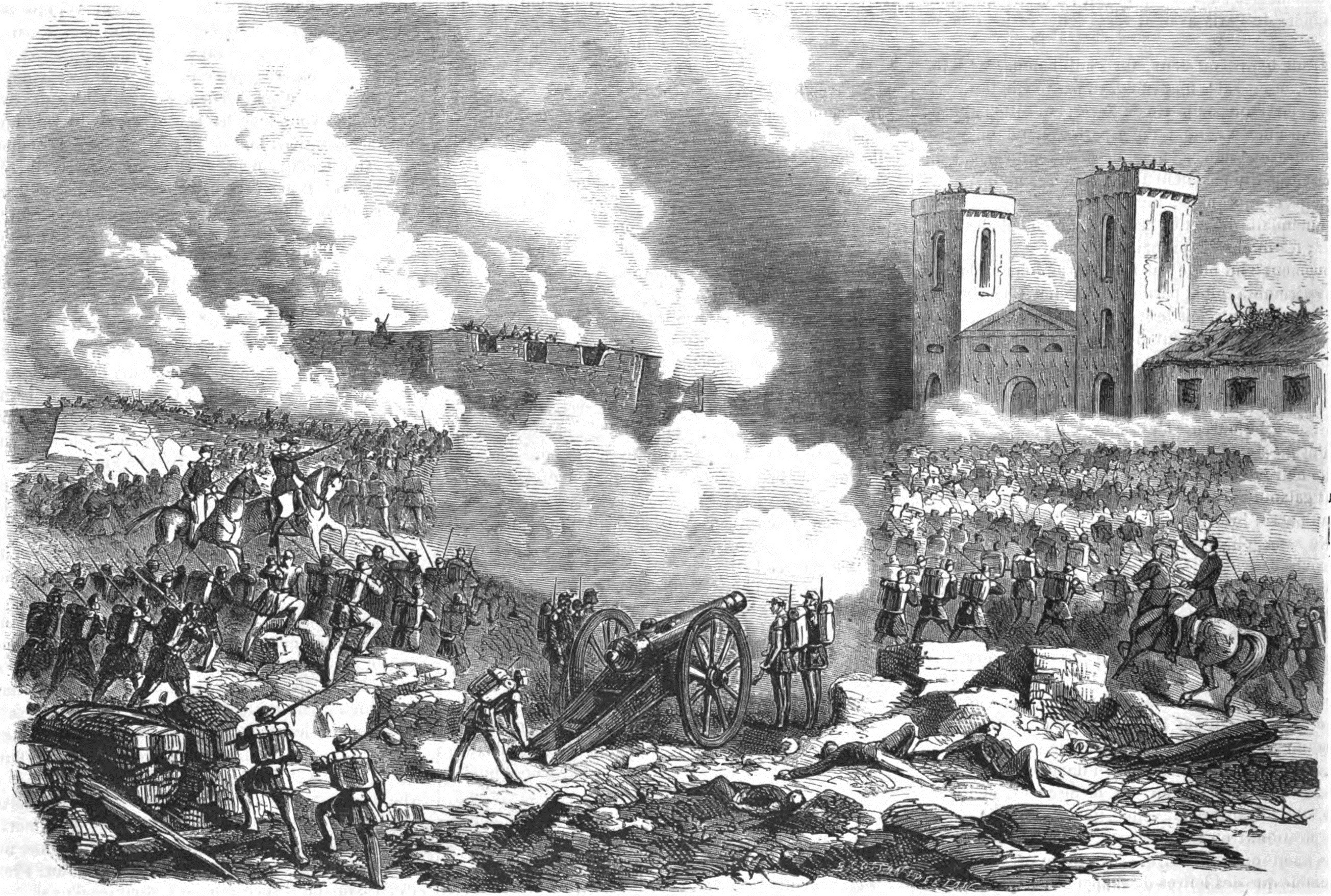
Campagne de l'Uruguay, prise de Paysandu (L'Illustration, Vol. XLV, no 1.151, 1865).

La guerre uruguayenne, également connue, en Uruguay, sous le nom d’invasion brésilienne de 1864 et, au Brésil, sous celui de guerre contre Aguirre, est un conflit survenu, en 1864-1865, entre l'empire du Brésil et la république orientale de l'Uruguay. Plus qu'une véritable guerre, il s'agit d'une intervention militaire organisée par le Brésil sur le territoire uruguayen, qui est alors en proie à une grave guerre civile opposant le Parti blanco et le Parti colorado. La victoire des troupes brésiliennes sur le gouvernement d'Atanasio Cruz Aguirre permet au parti colorado de s'affirmer sur la scène politique uruguayenne et au caudillo Venancio Flores d'imposer sa dictature sur le pays. Peu après la fin de la guerre uruguayenne, un nouveau conflit secoue la région du Rio de la Plata : c'est la guerre de la Triple-Alliance (1865-1870).